# محمد بشيتش
محمد بشيتش (بالإنجليزية: Muhamed Bešić ) لاعب كرة قدم بوسني يلعب حاليًا لصالح نادي إيفرتون.

## روابط خارجية
- محمد بشيتش على موقع الاتحاد الدولي (مؤرشف)  (الإنجليزية)
- محمد بشيتش على موقع الاتحاد الأوربي (الإنجليزية)
- محمد بشيتش على موقع قاعدة بيانات كرة القدم.إي يو (الإنجليزية)
- محمد بشيتش على موقع بيانات كرة القدم. دي إي (الألمانية)
- محمد بشيتش على موقع ناشيونال فوتبول تيمز (الإنجليزية)
- محمد بشيتش على موقع Soccerbase.com (لاعب) (الإنجليزية)
- محمد بشيتش على موقع Soccerway.com (الإنجليزية)
- محمد بشيتش على موقع عالم كرة القدم.نت (الإنجليزية)
- محمد بشيتش على موقع AS.com (الإسبانية)